# Песчаная круглоголовка
Песчаная круглоголовка (лат. Phrynocephalus interscapularis) — вид ящериц семейства агамовых. Обитают в Узбекистане, Туркменистане и Южном Казахстане в пустынях Каракумы и Кызылкум. Также обитают на Юго-Западе Таджикистана.

## Описание
Средний размер взрослых особей колеблется от 42 мм у самцов и 37 мм у самок (без учёта хвоста). Масса до 2,3 г. На голове присутствуют 26—28 сильно ребристых чешуек. Пятна на спине коричневого цвета с тёмными краями. Также на спине расположено крупное розоватое либо ржаво-охристое пятно. Верхняя часть тела имеет песочно-жёлтый цвет с коричневатым оттенком, нижняя часть — белая. Хвост приплюснут, снизу расположены 2—4 чёрные поперечные полосы, кончик хвоста чёрный.

## Поведение и питание
Зимовка заканчивается в феврале—марте. Первыми появляются самцы. Весной и летом самки откладывают по одному яйцу, длина которого достигает до 10—15 мм. В случае опасности либо прячутся в норах, длина которых составляет около 20 см, либо быстрыми движениями погружаются прямо в песок. Охотятся на муравьёв, термитов, тараканов, цикадок, саранчу, мух, пауков, гусениц и даже скорпионов. Живут 12—13 месяцев. Песчаными круглоголовками питаются сетчатые ящурки.

## Подвиды
Существуют два подвида:
- Phrynocephalus interscapularis interscapularis Lichtenstein & Martens, 1856
- Phrynocephalus interscapularis sogdianus Chernov, 1948